# بوتسینگن
بوتسینگن (به آلمانی: Bötzingen) یک شهر در آلمان است که در برایگاو-هخشوارتسوالد واقع شده‌است. بوتسینگن ۵٬۲۴۲ نفر جمعیت دارد.